# プーシキン駅
プーシキン駅（ウズベク語: Pushkin bekati）はウズベキスタンのタシュケントミルザ・ウルグベク地区にある、タシュケント地下鉄チランザール線の駅。駅名はロシアの作家アレクサンドル・プーシキンから採られた。

## 沿革
1980年8月18日  - オクトーバー・インキロビ（今のアミール・ティムール・ヒヨボニ駅）-マクシム・ゴーリキー（今のブユク・イパク・ユーリ駅）間4.1kmが開通と同時に開業。

## 駅構造
島式ホーム1面2線を有する地下駅。ホーム長102メートルのシャローコラム構造であり、床は磨かれた灰色の花崗岩が敷き詰められており、40本ある大理石の柱の上部にはキャンドルの形をしたランプで飾られている。壁はブロンズ製のパネルで装飾されており、そのうちの1枚には駅名の由来であるアレクサンドル・プーシキンが描かれている。
ホームから出口への階段はホーム両端にあり、改札口も別個に設置されている。改札口は入口・出口で分けられており、入口側はセキュリティチェックがある。サラール駅への乗り換えは東端（ホームブユク・イパク・ユーリ方）上り階段を経由し、改札口を出て地上に出る必要がある。

## 駅周辺
- 独立大通り（ウズベク語版）
- ウズベキスタン鉄道サラール駅（ウズベク語版）
- ディナモ体育スポーツ協会（ウズベク語版）
- アクルガン通り（ウズベク語版）

## 隣の駅
タシュケント地下鉄
 チランザール線
ブユク・イパク・ユーリ駅 - アミール・ティムール・ヒヨボニ駅 - ハミッド・オリムジョン駅